# Radosław Lolo
Radosław Wojciech Lolo (ur. 1971) – doktor habilitowany nauk humanistycznych w zakresie historii, dziekan Wydziału Historycznego Akademii Humanistycznej im. Aleksandra Gieysztora.
W 1996 ukończył studia na Wydziale Filozoficzno-Historycznym Uniwersytetu Łódzkiego. W 2003 r. uzyskał stopień doktora nauk humanistycznych w zakresie historii, jako pierwszy w Akademii Humanistycznej im. A. Gieysztora. Stopień naukowy doktora habilitowanego uzyskał w 2017 r. na Uniwersytecie Kardynała Stefana Wyszyńskiego.
Członek Rady Naukowej Wydziału Historycznego, od 2008 r. Prodziekan Wydziału Historycznego, od 2017 r. Dziekan Wydziału Historycznego.
Zajmuje się dziejami nowożytnymi Polski, zwłaszcza historią polityczną i wojskową XVII wieku, ze szczególnym uwzględnieniem stosunków dyplomatycznych I Rzeczypospolitej z państwami Europy Zachodniej. Bada również dzieje Mazowsza w epoce nowożytnej.